# Augusta Ghidiglia Quintavalle
Augusta Ghidiglia Quintavalle, nata Augusta Ghidiglia (Roma, 11 giugno 1904 – Casalmaggiore, 23 marzo 1988), è stata una storica dell'arte, museologa e saggista italiana.

## Biografia
Era madre dell'accademico e storico dell'arte Arturo Carlo Quintavalle.
A Parma le è intitolata via Augusta Ghidiglia, una laterale di via San Leonardo nei pressi del "Centro Torri".

## Pubblicazioni
Selezione di pubblicazioni di Augusta Ghidiglia Quintavalle:
- I castelli del Parmense, ed. Il raccoglitore, Bologna 1955
- Ritrovamenti e restauri, Soprintendenza di Modena e Reggio Emilia, 1959
- Michelangelo Ansemi, La Nazionale Tipografica, Parma 1960
- Arte in Emilia 1960-61 (con Arturo Carlo Quintavalle), Soprintendenze alle Gallerie di Parma, Piacenza, Modena e Reggio Emilia, 1961 (Catalogo della mostra)
- Gli affreschi del Correggio in San Giovanni Evangelista a Parma, Cassa di Risparmio di Parma, 1962
- Artisti alla corte di Francesco I d'Este, Galleria Estense, Ferrara 1962
- Il Bertoja, Cassa di Risparmio di Parma, 1963
- Cristoforo Munari e la natura morta emiliana, La Nazionale, Parma 1964
- San Pietro in Modena, ed. Lions Club, 1965
- Parma. La Steccata, collana Tesori d'arte cristiana, Bologna, 1966
- Arte in Emilia. Gli affreschi del duomo di Modena e reperti d'arte dal Medioevo al Barocco, Artioli, 1967
- Tesori nascosti della Galleria Nazionale di Parma, ed. La Nazionale, Parma 1967
- Gli affreschi giovanili del Parmigianino, Cassa di Risparmio di Parma, 1968
- Gli ultimi affreschi del Parmigianino, Cassa di Risparmio di Parma, 1970
- Parmigianino, La Nuova Italia, 1978
- La Galleria Nazionale di Parma, Silvana Editoriale, 1990